# マイヤーレモン

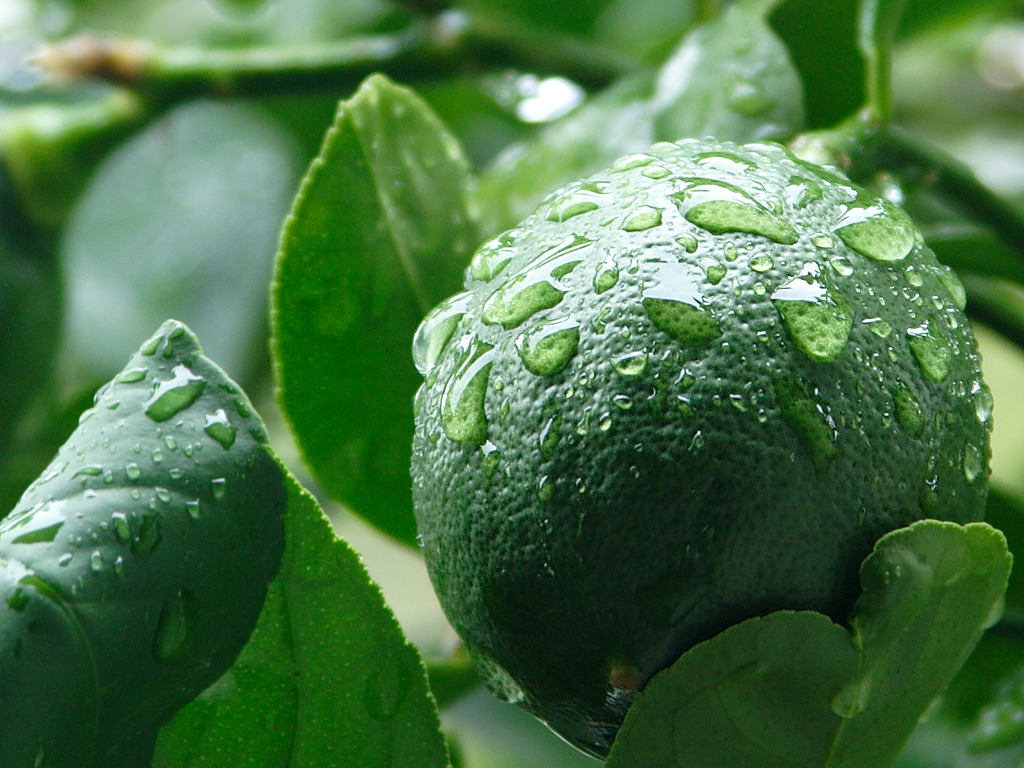
熟す前のマイヤーレモン

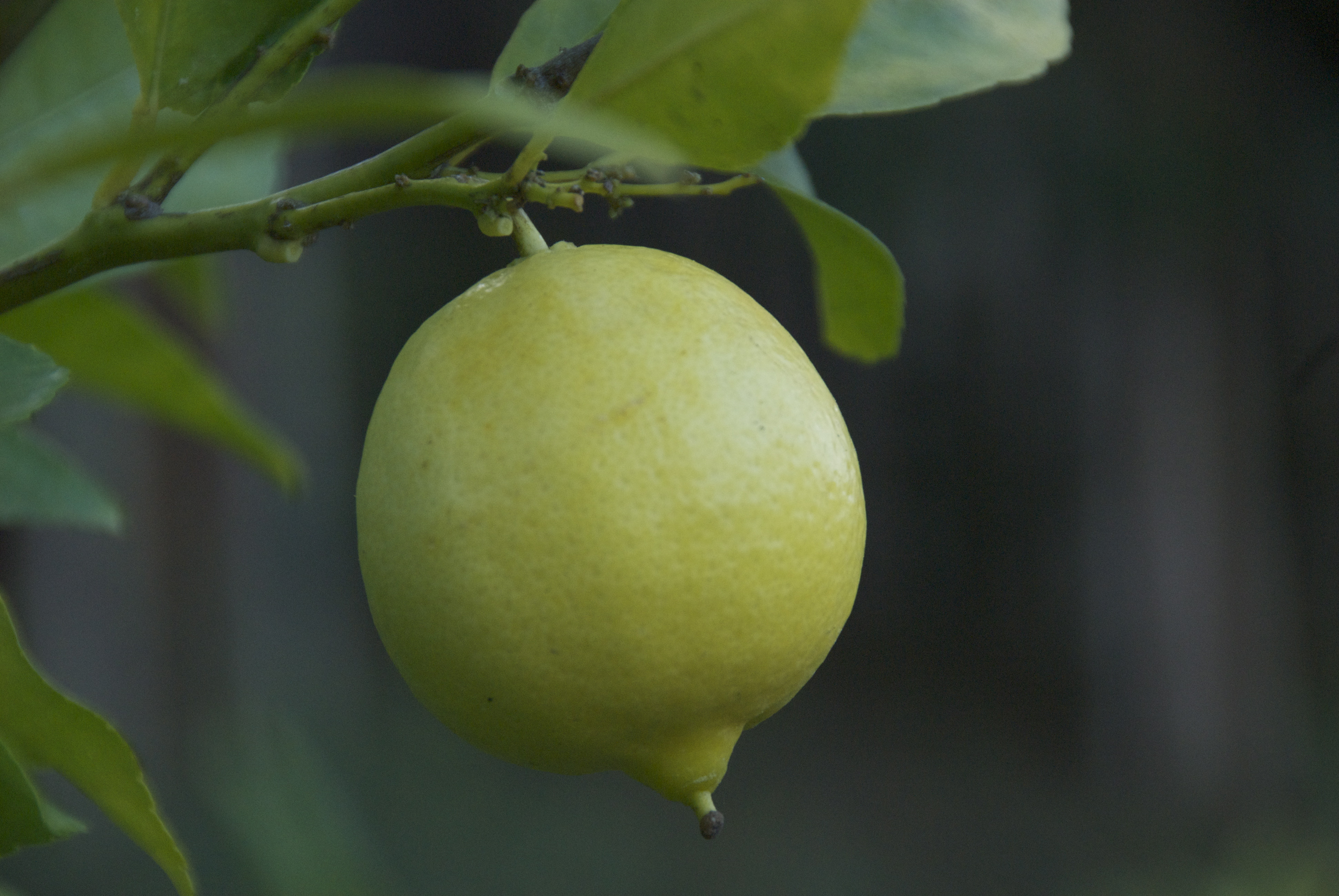
マイヤーレモンの実った木

マイヤーレモン（英語: Meyer lemon、学名：Citrus meyerii）は、ミカン科ミカン属の植物。中国原産でレモンとマンダリンオレンジまたは一般的なオレンジを掛け合わせたものと考えられている。アメリカ合衆国へは1908年にS.P.I. #23028として中国で植物サンプルを収集していた農務省職員のフランク・ニコラス・マイヤーが導入した。マイヤーは北京近郊でマイヤーレモンを発見したというが、北京市では柑橘栽培ができないため、果実のみを入手したものとみられる。
中国では主に、マイヤーレモンは花卉として植木鉢で育てられる。アメリカではカリフォルニア料理革命期にシェパニーズのアリス・ウォータースなどのシェフに再発見されたことにより、人気食材となった。マーサ・スチュワートが彼女のレシピの中で取り上げて以降、さらに人気は上昇した。

## 概要
マイヤーレモンの木は高さ約6 - 10 ft (2 - 3 m)まで成長するが、剪定によってより小さくすることが可能である。ミカンの木に接ぎ木して育てることもできる。葉は深緑色で光沢をもつ。花は紫をベースとした白色で、香りが良い。
マイヤーレモンの実は黄色で、一般的なレモンよりも丸みがある。果皮は薄くて香りが良く、濃い黄色で熟すとほのかにオレンジ色となる。皮ごと食べることもできる。マイヤーレモンの精油は香りが良いためアロマセラピーや香水に利用される。市販のリスボン種やユーレカ種に比べ酸味が弱く、甘みがある。果肉は濃い黄色で柔らかく、果汁を多く含み、果実1個あたり10 - 20粒の種子を持つ。マイヤーレモンに含まれるフラボノイドの量はレモン（ユーレカ種）とマンダリン類（ウンシュウミカン、ネーブルオレンジ）の中間である。
八丈島及び小笠原諸島で生産されている菊池レモンは、マイヤーレモンの近縁種である。八丈島では樹上完熟させて八丈フルーツレモンとして、小笠原では未熟の緑果で収穫し島レモン・小笠原レモンとして販売される。

## 栽培
マイヤーレモンは暖かい気候でよく生育する。年平均気温15度以上が適しているとされているが、適度な耐寒性も持っている。耐暑性もある。また生育が非常に優れており、種子から育てた木は4年で数千個の果実を結実する。1年を通して果実を付けるものの、収穫量の大部分は冬である。木には十分な量の水を与える必要があるが、冬はほとんど与える必要がない。収量を最大にするためには、肥料を成長期に与えなければならない。虫が付きにくいため農薬を減量でき、サルによる食害もないなど、ミカンに比べると育てやすい。逆に着果しても樹勢が強いので枝は伸び続け、それを放置すると樹勢が急速に衰え木が衰弱するため、ミカンよりも手間がかかるという見解もある。カンキツかいよう病に弱いため、防除対策が必要である。果皮が薄いので台風が襲来すると傷物となってしまい、傷物は加工用になる。
マイヤーレモンは大きさがコンパクトで、耐寒性があり、生産性に優れていることから、花卉として人気がある。装飾性にも優れ、コンテナガーデンでの栽培に適している。世界的にはアメリカのテキサス州やフロリダ州、南アフリカ共和国、ニュージーランドでレモンの代用として大量に生産されていたが、1990年代には下火となった。
日本での生産量は少ないが、戦後に高碕達之助がアメリカから日本に持ち帰り、兵庫県川西市の東洋罐詰専修学校で栽培され、1960年（昭和35年）頃に同県伊丹市の農家に譲渡され、栽培が続けられた。伊丹市では2010年（平成22年）から市のマスコットキャラクター「たみまる」の名を冠した「たみまるレモン」として販売し、評価を得ている。一方、国内生産量の約9割が三重県産であり、特に南牟婁郡の紀宝町や御浜町で栽培が盛んである。三重県の産地では、10月から11月はグリーンレモンとして、12月から1月は完熟レモンとして出荷している。千葉県松戸市は、2013年（平成25年）から1軒の農家がマイヤーレモンを主力としてレモン栽培に取り組んでいる。このほか、山口県岩国市由宇町や兵庫県淡路島、福井県大飯郡高浜町、長野県上伊那郡中川村でも栽培している。

## 改良型マイヤーレモン
1940年代中盤までに、マイヤーレモンはカリフォルニア州で広く栽培されるようになった。しかしながら、当時のマイヤーレモンの木は、世界中で数百万本の木を枯死され、また数百万本の木の生産力を無にしたカンキツトリステザウイルスの無症状宿主となっていることが発見された。このことが発見されて以来、他の柑橘類の木を保護すべく、ほとんどのマイヤーレモンの木はアメリカから姿を消した。
1950年代になってウイルス感染していない木がドン・ディロン（Don Dillon）の率いるカリフォルニアの会社フォー・ウィンズ・グローワーズ社（Four Winds Growers）で発見され、後に認定を受け、1975年にカリフォルニア大学から「改良型マイヤーレモン」として発表された。

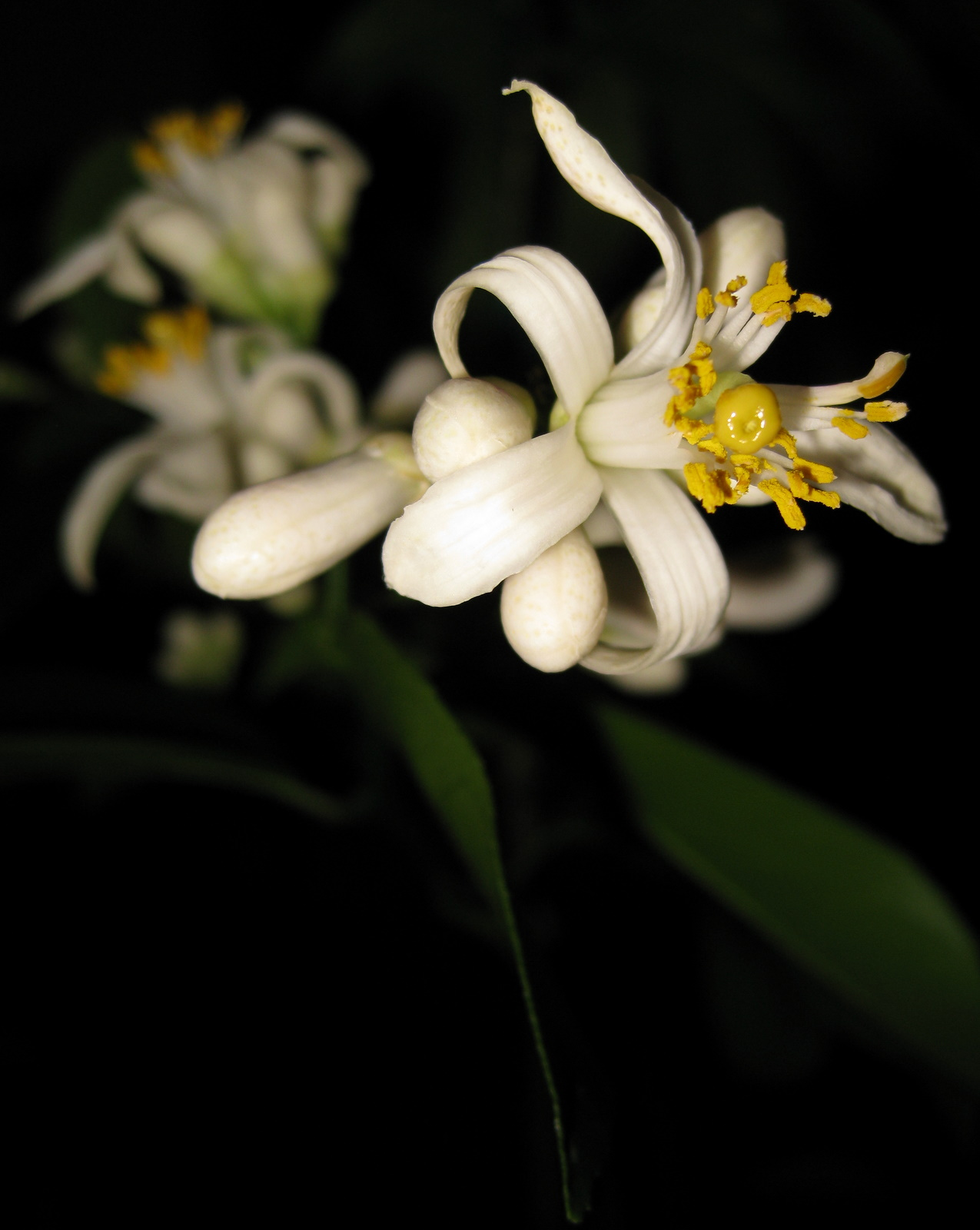
改良型マイヤーレモンの花
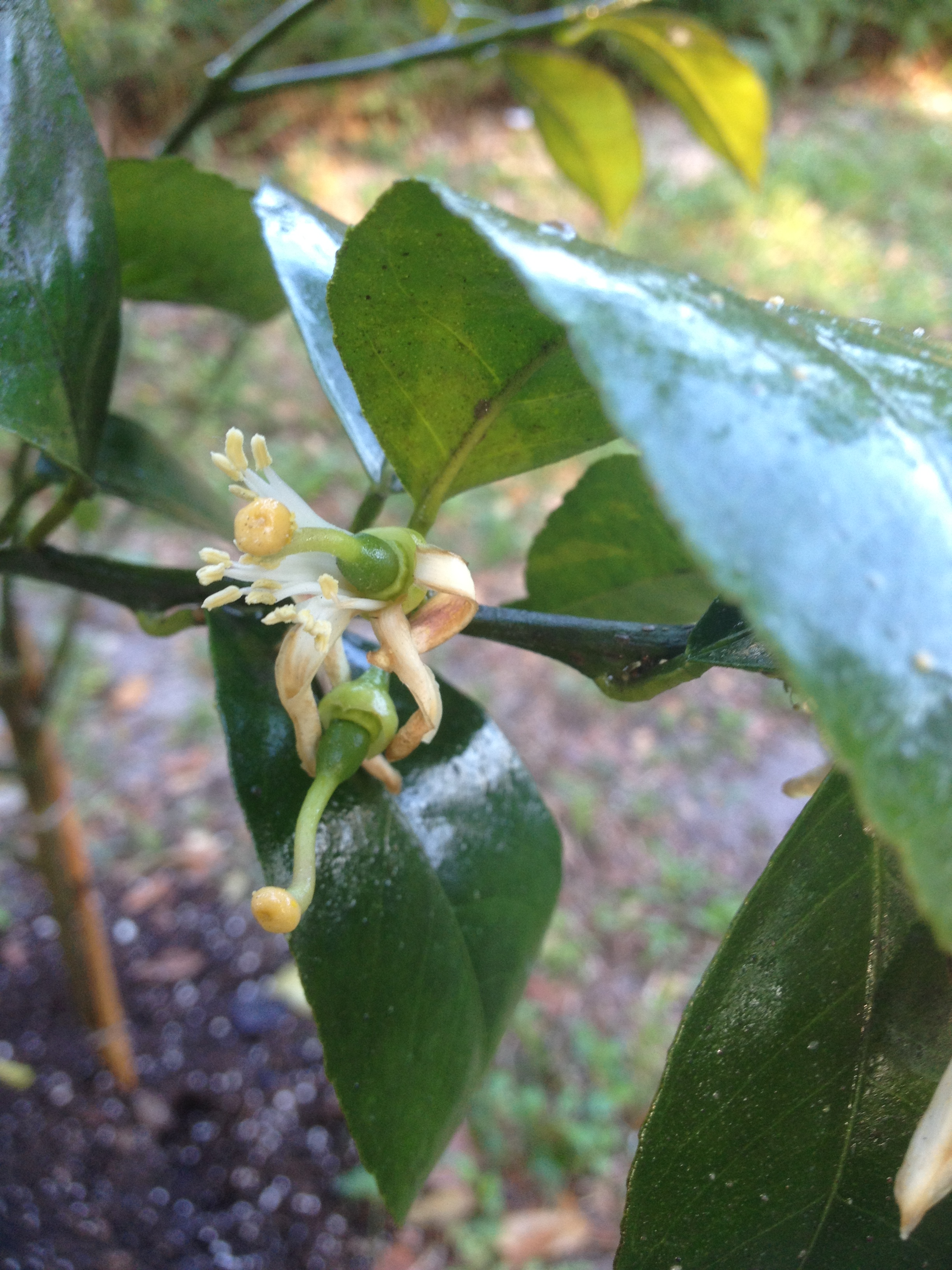
改良型マイヤーレモンのつぼみ